# Telescopio óptico infrarrojo
El arreglo de telescopios ópticos infrarrojos (IOTA) comenzó con un acuerdo, en 1988, entre cinco instituciones, el Observatorio Astrofísico Smithsonian, Universidad de Harvard, Universidad de Massachusetts Amherst, Universidad de Wyoming, y MIT/Laboratorio Lincoln, para construir y operar dos telescopios estelares interferómetros con el propósito de realizar observaciones de astrofísica fundamental, y también como un instrumento prototipo de perfeccionamiento de técnicas, para más tarde liderar el desarrollo de arreglos más potentes y grandes. 
Comenzó a construirse en 1993 y 1994, con las primeras experiencias en diciembre de 1993. Se ubica en el Observatorio Fred Lawrence Whipple.
En 2000, el tercer telescopio estuvo listo dando observaciones de fase oclusiva, obteniendo imágenes de síntesis de apertura y completadas en los primeros tiempos en el "IOTA". El arreglo fue cancelado y desmontado en el verano de 2006.